# Брайт, Шон
Шон Джон Брайт (англ. Sean John Bright; род. 28 января 2002, Окленд) — новозеландский футболист, полузащитник шведской «Турсланды».

## Клубная карьера
Взрослую карьеру начал в «Истерн Сабербз». В его составе 15 ноября 2020 года дебютировал в чемпионате Новой Зеландии в игре с «Окленд Сити». В начале 2021 года перебрался в датский «Хиллерёд», в составе которого провёл три игры во втором дивизионе. Летом того же года перебрался в шведскую «Турсланду». В 2023 году вместе с клубом занял первую строчку в турнирной таблице второго дивизиона Швеции и вышел в первый. Осенью 2024 года вместе с командой вышел во второй раунд кубка страны. 1 декабря в матче с «Мальмё» в компенсированное ко второму тайму время сравнял счёт и перевёл встречу в дополнительное время, где соперник забил три мяча и победил с общим счётом 5:2.

## Карьера в сборной
В сентябре 2018 года в составе сборной до 16 лет принимал участие в юношеском чемпионате ОФК на Соломоновых островах. В финальном турнире принял участие в трёх матчах: на групповом этапе со сборными Соломоновых островов и Папуа-Новой Гвинеи и финальной игре. В решающей встрече новозеландцы вновь встретились с хозяевами турнира. Основное время финала завершилось вничью, а в серии пенальти сильнее оказалась Новая Зеландия, а Брайт забил решающий удар.
В сентябре 2019 года попал в окончательную заявку сборной на юношеский чемпионат мира в Бразилии. На турнире принял участие в двух матчах группового этапа с Анголой и Канадой.

## Клубная статистика
| Выступление      | Выступление      | Выступление      | Лига | Лига | Кубки | Кубки | Конт. кубки | Конт. кубки | Итого | Итого |
| Клуб             | Лига             | Сезон            | Игры | Голы | Игры  | Голы  | Игры        | Голы        | Игры  | Голы  |
| ---------------- | ---------------- | ---------------- | ---- | ---- | ----- | ----- | ----------- | ----------- | ----- | ----- |
| Истерн Сабербз   | Премьершип       | 2020/21          | 6    | 0    | 0     | 0     | 0           | 0           | 6     | 0     |
| Истерн Сабербз   | Итого            | Итого            | 6    | 0    | 0     | 0     | 0           | 0           | 6     | 0     |
| Хиллерёд         | 2-й дивизион     | 2020/21          | 3    | 0    | 0     | 0     | 0           | 0           | 3     | 0     |
| Хиллерёд         | Итого            | Итого            | 3    | 0    | 0     | 0     | 0           | 0           | 3     | 0     |
| Турсланда        | Дивизион 2       | 2021             | 24   | 0    | 0     | 0     | 0           | 0           | 24    | 0     |
| Турсланда        | Дивизион 2       | 2022             | 11   | 1    | 0     | 0     | 0           | 0           | 11    | 1     |
| Турсланда        | Дивизион 2       | 2023             | 10   | 1    | 0     | 0     | 0           | 0           | 10    | 1     |
| Турсланда        | Дивизион 1       | 2024             | 27   | 0    | 2     | 1     | 0           | 0           | 29    | 1     |
| Турсланда        | Итого            | Итого            | 72   | 2    | 2     | 1     | 0           | 0           | 74    | 3     |
| Всего за карьеру | Всего за карьеру | Всего за карьеру | 81   | 2    | 2     | 1     | 0           | 0           | 83    | 3     |